# John Campbell (2e comte Cawdor)
Pour les articles homonymes, voir John Campbell et Campbell.
John Frederick Vaughan Campbell, 2e comte Cawdor (11 juin 1817 - 29 mars 1898), est un homme politique britannique.

## Biographie
Il est le fils de John Campbell (1er comte Cawdor) et Lady Elizabeth Thynne. Il épouse Sarah Mary Compton Cavendish, fille du général Henry Frederick Compton Cavendish et Sarah Fawkener, le 28 juin 1842. Ils ont sept enfants:
- Victoria Alexandrina Elizabeth Campbell (24 mars 1843-30 mars 1909)
- Muriel Sarah Campbell (27 mai 1845-30 septembre 1934)
- Frederick Campbell (3e comte Cawdor) (13 février 1847–8 février 1911)
- Ronald George Elidor Campbell (30 décembre 1848–28 mars 1879)
- Evelyn Caroline Louise Campbell (24 juillet 1851-)
- Rachel Anne Georgina Campbell (4 juillet 1853-6 octobre 1906)
- Alexander Francis Henry Campbell (3 septembre 1855–5 mars 1929)

## Carrière politique
Il est député de Pembrokeshire de 1841 à 1860.
Plus tard, il participe à la vie politique locale et est élu sans opposition pour Castlemartin lors des premières élections au conseil du comté de Pembrokeshire en 1889.